# Bengbu
Bengbu (蚌埠 ; pinyin : Bèngbù) est une ville du nord de la province de l'Anhui en Chine.

## Climat
Les températures moyennes pour la ville de Bengbu vont de +1,6 °C pour le mois le plus froid à +28,3 °C pour le mois le plus chaud, avec une moyenne annuelle de +15,6 °C, et la pluviométrie y est de 849,1 mm (chiffres arrêtés en 1990).

## Subdivisions administratives
La ville-préfecture de Bengbu exerce sa juridiction sur sept subdivisions - quatre districts et trois xian :
- le district de Bengshan - 蚌山区 Bèngshān Qū ;
- le district de Longzihu - 龙子湖区 Lóngzǐhú Qū ;
- le district de Yuhui - 禹会区 Yǔhuì Qū ;
- le district de Huaishang - 淮上区 Huáishàng Qū ;
- le xian de Huaiyuan - 怀远县 Huáiyuǎn Xiàn ;
- le xian de Wuhe - 五河县 Wǔhé Xiàn ;
- le xian de Guzhen - 固镇县 Gùzhèn Xiàn.

## Galerie

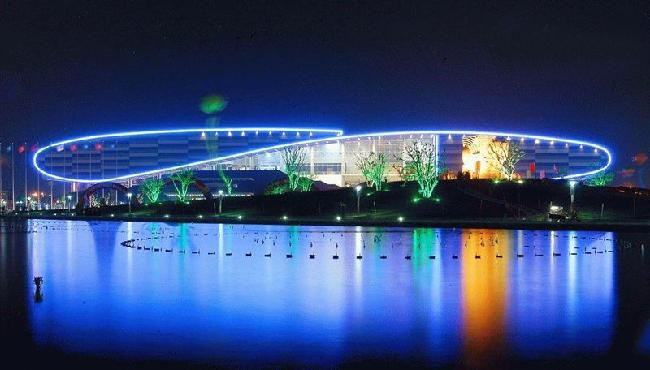
Centre des expositions de Bengbu.
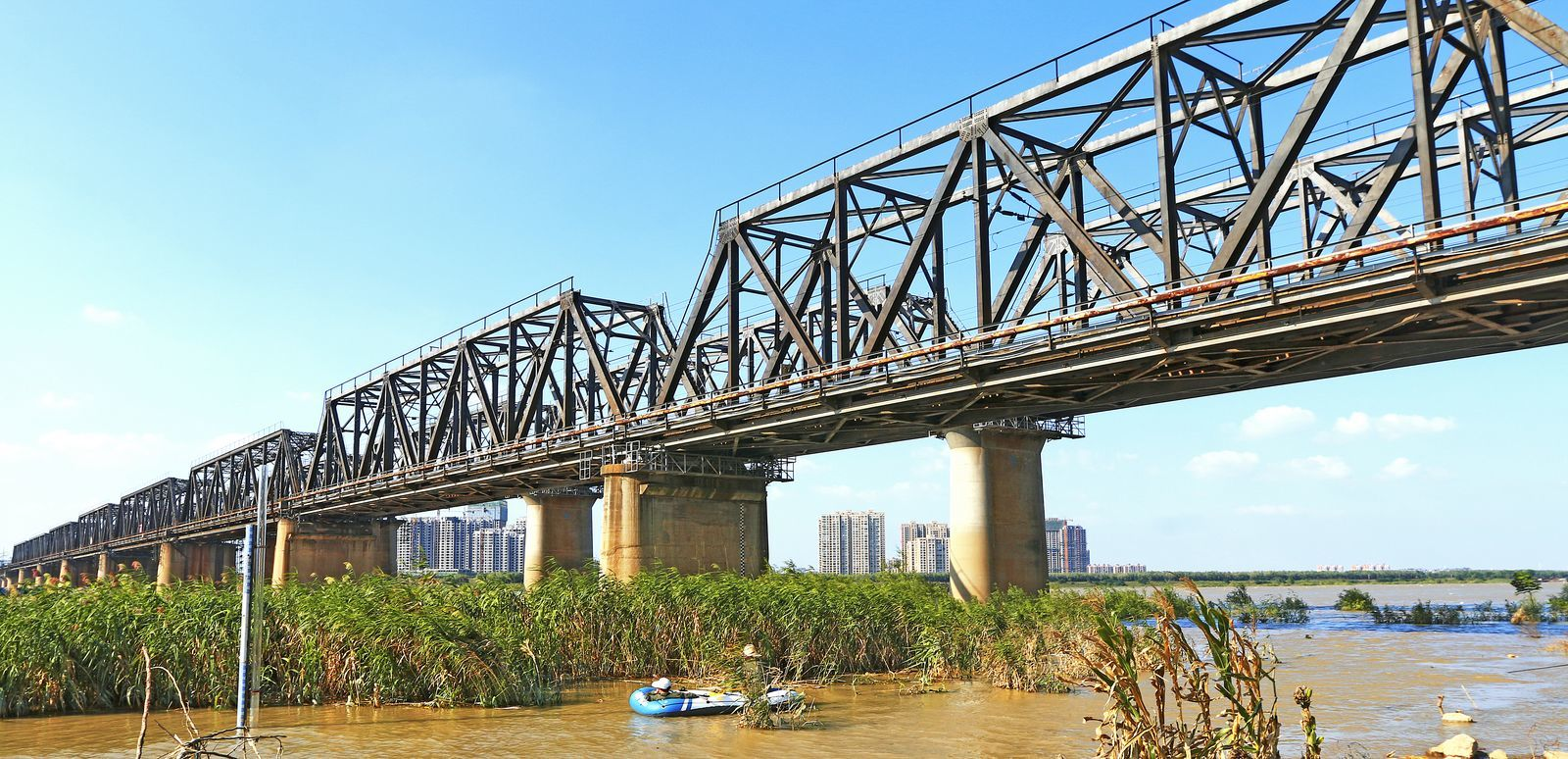
Pont ferroviaire sur le Huai He.
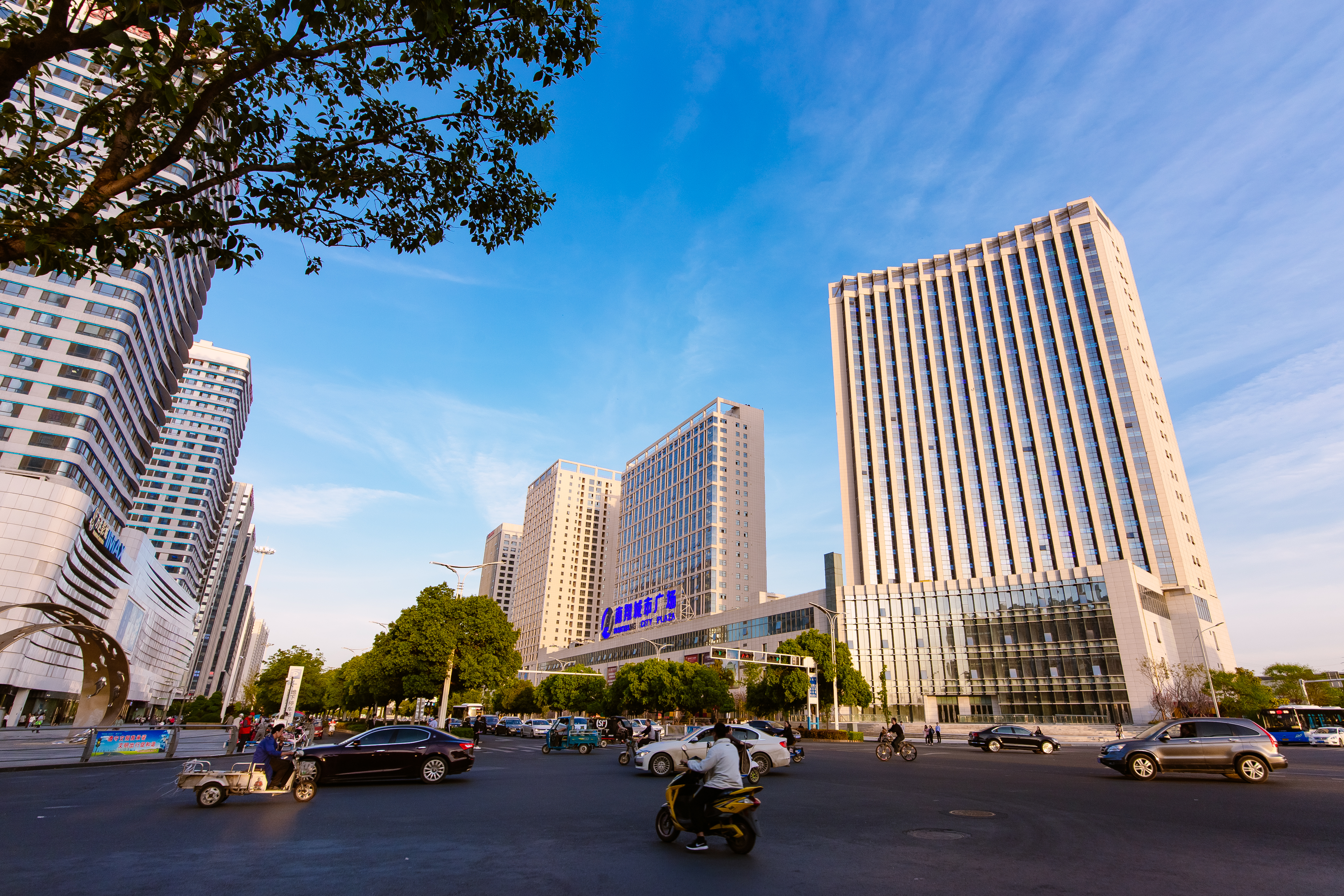
Avenue Donghai.